# Kingsley Coman
Kingsley Coman (født 13. juni 1996 i Paris, Frankrig) er en fransk fodboldspiller med rødder fra Guinea-Bissau, der spiller som midtbanespiller for Bayern München.

## Klubkarriere

### Paris Saint-Germain
Coman skiftede til PSG i 2005. Han spillede på klubbens ungdomshold indtil han i 2013 blev rykket op på senior truppen.
Den 17. februar 2013 fik Coman endelig sin debut i et overraskende 3-2 nederlag imod FC Sochaux. Coman erstattede Marco Verratti i 87' minut.
Coman blev dermed den yngste PSG spiller til nogensinde at spille for klubben med sine 16 år, 8 måneder og 4 dage.

### Juventus FC
Den 1. juli 2014 skiftede Coman til Serie A-klubben Juventus.

### Bayern München
Coman skiftede til Bayern München d. 1. juli 2017. Hans nuværende kontrakt løber til d. 30. juni 2023.

## Landsholdskarriere
Coman spiller (pr. januar 2014) for Frankrigs U18 og U19 landshold. Han har tidligere også optrådt for U17 og U16 landsholdende. Mere info om disse landshold kan ses i infoboksen til højre.
Coman debuterede på det franske
A-landshold, den 29 marts 2016 mod Rusland.
Coman scorede sit første mål for det franske landshold, den 29 marts 2016 mod Rusland.